# جورج كايلي

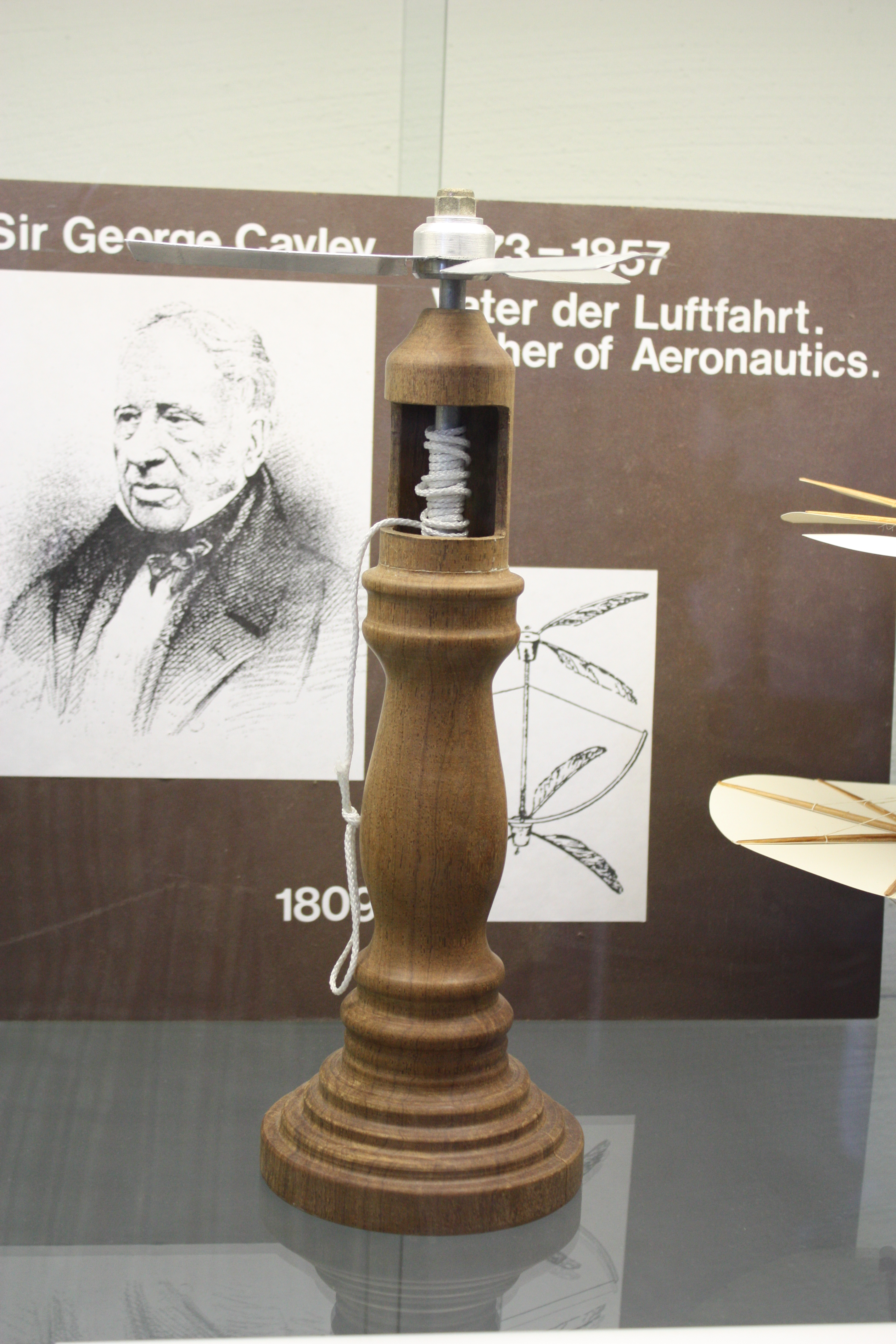

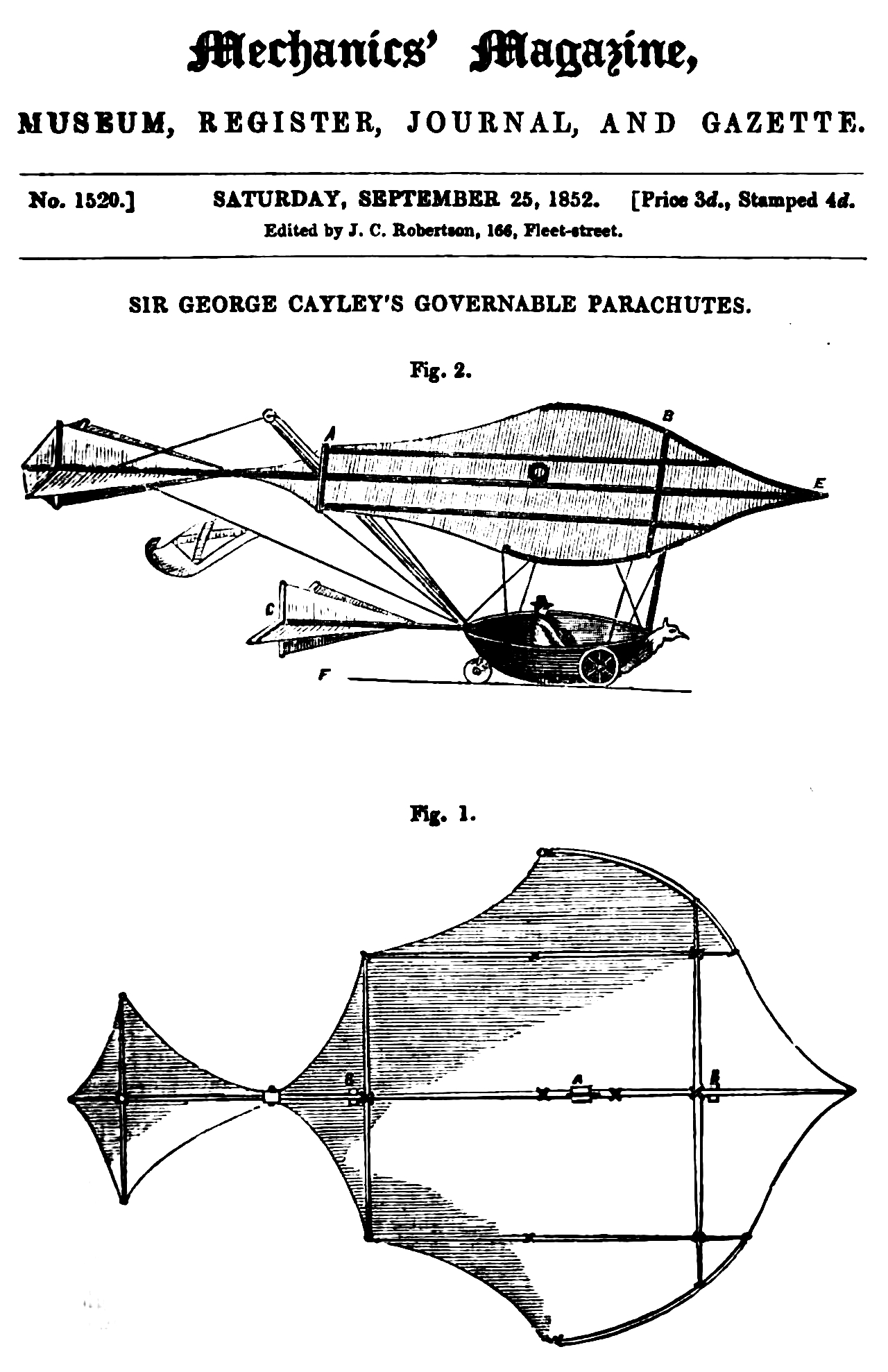

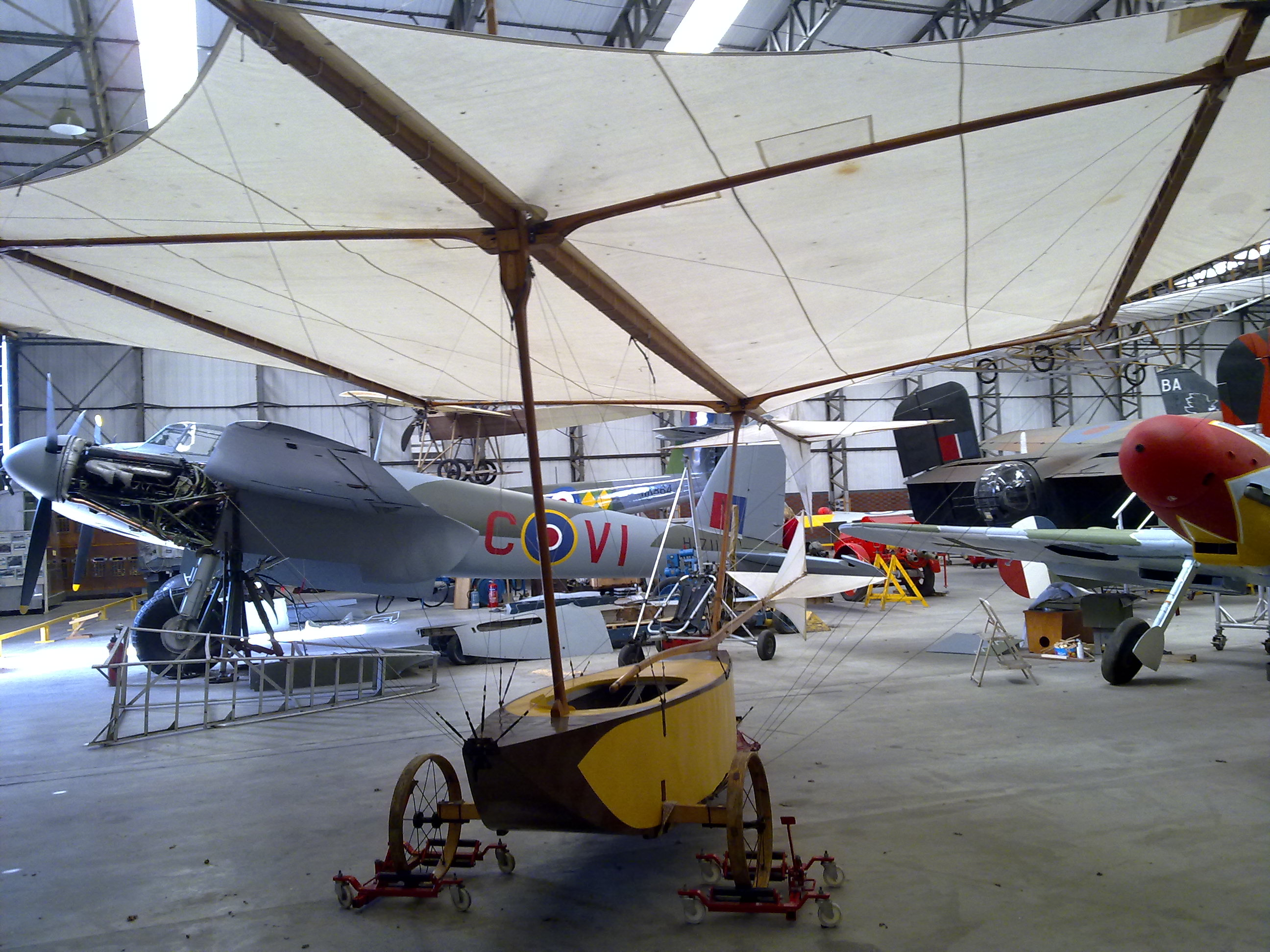

جورج كايلي (27 ديسمبر 1773 - 15 ديسمبر 1857) مهندس إنجليزي وأحد أهم الأشخاص تأثيراً في تاريخ الملاحة الجوية. يعتبره العديد من الأشخاص أول باحث جوي عِلمي حقيقي، وأول شخص فهم مبادئ القوى الكامنة للطيران.
في سنة 1799 وضع مفهوم الطائرة الحديثة بوصفها طائرة ثابتة الجناحين مع أنظمة منفصلة للرفع والدفع والسيطرة. وكان من رواد هندسة الطيران ويشار إليه أحيانا باسم «أب الديناميكا الهوائية».
ويعتبر مُصمم أول طائرة شراعية ناجحة لتحمل إنساناً في الجو، واكتشف أن القوى الديناميكية للطيران من وزن، وقوة رفع، ومقاومة مائع، ودفع هي الأساس في تصميم الطائرة الحديثة.
عَمِل كايلي كعضو برلمان للحزب اليميني في يوركشاير بين سنتي (1832-1835). وفي سنة 1838 ساعد في تأسيس أول معهد للبوليتكنيك في المملكة المتحدة (الآن جامعة وستمنستر)، وكان رئيساً لها لِعدة سنوات. وكان عضواً مؤسساً
للجمعية البريطانية لتقدم العلوم، وكان ابن عم بعيد لعالم الرياضيات آرثر كيلي.

## حياته الشخصية
ولد السيد جورج كايلي في يوركشاير في إنجلترا سنة 1773. وكان في العاشرة من عمره عندما شاهد طيران البالونات الأولى التي أدهشت العالم بأسره، ولقد ألهبت هذه البالونات التي كانت تستخدم الغازات حماسه ودفعته للتفكير في إمكانيات الطيران، ولكنه إتخذ قراراً مبكراً بأن يستخدم سطحاً مائلاً يدفعه محرك أولي خفيف بدلاً من الانشغال بأمر المركبات الأخف من الهواء.
وكان السيد جورج كايلي نبيلاً غطت اهتماماته نطاقاً واسعاً من الأمور، فبحث خلال عُمره الذي بلغ 84 عاماً موضوعات متناثرة مثل الصرف، وإستصلاح الأراضي، ومحركات الهواء الساخن، والجرارات الزراعية ذات الجنزير، والأطراف البشرية الصناعية، وكان بالإضافة إلى ذلك أحد الفلاسفة الطبيعيين وداعية لنشر التعليم وعضواً في البرلمان وأحد الأعضاء المؤسسين للاتحاد البريطاني لتقدم العلم.

## التكريم
تكريماً لكايلي تم تسمية قاعة الإقامة ومبنى التدريس في جامعة هل بإسمه. وهو واحد من العديد من العلماء والمهندسين الذين تم تكريمهم في جامعة لوفبرا بتسمية أسماء القاعات والحانات بإسمهم. كما كُرم في جامعة وستمنستر لمساهمته في تأسيسها بوضع صحيفة بإسمه عند مدخل الحرم الجامعي من شارع ريجنت.
يحتوي متحف سلاح الجو الملكي في لندن على لوحات عرض وفيلم فيديو تكريماً لإنجازات جورج كايلي. ويسمى نادي السير جورج كايلي للطيران الحر التابعة لجمعية هانغ البريطانية للطيران بالمظلات بإسمه منذ تأسيسها سنة 1975 تكريما له.

## روابط خارجية
- جورج كايلي على موقع الموسوعة البريطانية (الإنجليزية)
- جورج كايلي على موقع الموسوعة البريطانية (الإنجليزية)
- جورج كايلي على موقع إن إن دي بي (الإنجليزية)